# Auguste Rigaud
Pour les articles homonymes, voir Rigaud.
Auguste-Pierre-Augustin Rigaud, né le 29 mars 1760 à Montpellier, mort le 15 avril 1835 à Brive-la-Gaillarde, est un fabuliste et poète occitan.

## Biographie
Auguste Rigaud remporte plusieurs prix en seconde et en première, dont le prix de l’Amarante de l’Académie des Jeux floraux avec une ode au poète Goudelin. Vers la même époque, il compose en français un petit poème, intitulé la Renaissance des Jeux Floraux, et une épitre à destination du roi. En 1780, il compose las Vendimias dé Pignan (les Vendanges de Pignan), poème en vers occitans de huit pieds en deux chants dédié à Berthe, professeur à la faculté de médecine de Montpellier, et à Rosette. Il est édité en 1794.
Il est commis pendant dix ans dans la maison de commerce Médard et Parlier, à Montpellier, puis travaille pour son propre compte. Partisan de la Révolution de 1789, il est enfermé pendant six mois en 1794, pendant la Terreur, étant opposé à cette dernière. En 1815, il abandonne son commerce et ses logements pour échapper aux tribunaux de la Restauration, qui jugent les individus ayant exercé des fonctions publiques judiciaires pendant l'Empire. Il a effectivement occupé le poste de juge au tribunal de commerce de Montpellier.
Il perd beaucoup de ses ressources, et se consacre à nouveau à la poésie, alors âgé de 45 ans. En 1806 avaient déjà été publiées certaines de ses œuvres dans un ouvrage au côté de son frère Jean-Cyrille Rigaud.
Il monte à Paris en 1816, et poursuit son travail d'écriture. Il arbitre aussi des procès à partir de 1820, et jusqu'en 1830, qui lui sont transmis par le tribunal de commerce. Il se retire de ces fonctions en 1832 et s'installe à Brive-la-Gaillarde, où il occupe bénévolement les fonctions de bibliothécaire jusqu'à sa mort en 1835.
En outre, Rigaud est membre et trésorier de l’Académie de Montpellier, son frère étant le secrétaire, et membre de la Société philomathique de Bordeaux. Son fils, Philippe Rigaud, fut professeur de pharmacie à la faculté de médecine de Strasbourg.

## Œuvres
Rigaud a écrit un recueil de Poésies suivies de quelques pièces fugitives de son frère Cyrille publié en 1820, qui ne contient que des poésies françaises. Pour le premier recueil de ses fables, Rigaud avait ouvert une souscription à Montpellier, où il en avait composé le plus grand nombre. Les deux volumes qu’il publia contiennent 197 fables, chacun d’eux se terminant par un choix de poésies où l’on distingue, Guttemberg, ou l’Origine de l’imprimerie, dont il avait fait la lecture dans une séance publique de la société des sciences, belles-lettres et arts de Montpellier le 26 décembre 1811 ; l’Apparition de Cicéron à Auguste ; les Thermopyles ; la Bataille d’Eylau ; Clémence lsaure, ou la Renaissance des Jeux floraux ; Hubert Goffin, ou la Houillère de Beaujon ; les Derniers moments du chevalier Bayard ; Discours aux Américains sur la guerre de l’indépendance ; l’Inquisition, ode. etc. ; la plupart de ces pièces ont été lues dans des séances d’académies de provinces, couronnées, ou insérées dans leurs mémoires. Le volume Contes et fabliaux, publié en 1824, contient aussi deux contes de son frère et trois de son ami Auguste Tandon (1758-1824).

## Publications
- Las Vendemias de Pignan, pouima coumpdousat en 1780, Mounpéïé, J. G. Touruel, in-16, an II ;
- Poesias patouèsas d’Augusta Rigaud et de Cyrilla Rigaud, Mounpéïé, 1806, in-16, p. 120 et 2 pages non numérotées, Renaud.Cette seconde édition ne renferme pas l’Aristocratia chassàda dé Mounpéïé, pièce de vers récitée dans une des séances des amis de la constitution (5 décembre 1790) lors de la réunion de la garde nationale au club de cette ville, laquelle pièce se trouve dans la première édition (p. 31).
- Guttemberg, ou l’Origine de l’imprimerie, poème, dans le Recueil des bulletins de la société des sciences, belles-lettres et arts de Montpellier, t. 5, 1813, p. 3 ;
- Hubert Goffin, ode, loc. cit., p. 302 ;
- Poésies françaises, Paris, 1820, in-18, 4 vol.
- Élégie aux mânes de mon ami Berthe, Montpellier, Félix Avignon, 1822, in-8°, p. 5 et faux titre.
- Fables nouvelles, Paris, Peytieux, 1823, in-8°, avec frontispice lithographié ; 2e vol., 1824.
- Contes et fabliaux, Paris, Peytieux, 1824, 1 vol. gr. in-32 ; 2e édition, 1825, id.
- Fables, contes et poésies diverses, Paris, Ledoyen, 1833, 2 vol. in-18.
- Recueil de contes, Paris, 1825, in-12.
- Obras coumplétas d’Augusta Rigaud et de Cyrilla Rigaud, en patouès dé Mounpéïé, séguidas d’un chouès dé roumanças et cansous patouèsas dé divers douturs. Trouésiéma éditioun, Mounpéïé, A. Virenque, 1845, in-16, p. 195.

## Sources
- Joseph-François Michaud, Louis-Gabriel Michaud, Biographie universelle, ancienne et moderne. Supplément., t. 79, Paris, Louis-Gabriel Michaud, 1863, p. 142.
- La collection complète de ses manuscrits autographes est consultable à la bibliothèque municipale de Lunel. On y trouve également sa correspondance commerciale et poétique avec Louis Médard.